# Aspalathus myrtillifolia
Aspalathus myrtillifolia är en ärtväxtart som beskrevs av George Bentham. Aspalathus myrtillifolia ingår i släktet Aspalathus och familjen ärtväxter. Inga underarter finns listade i Catalogue of Life.